# Tecnologia vestível

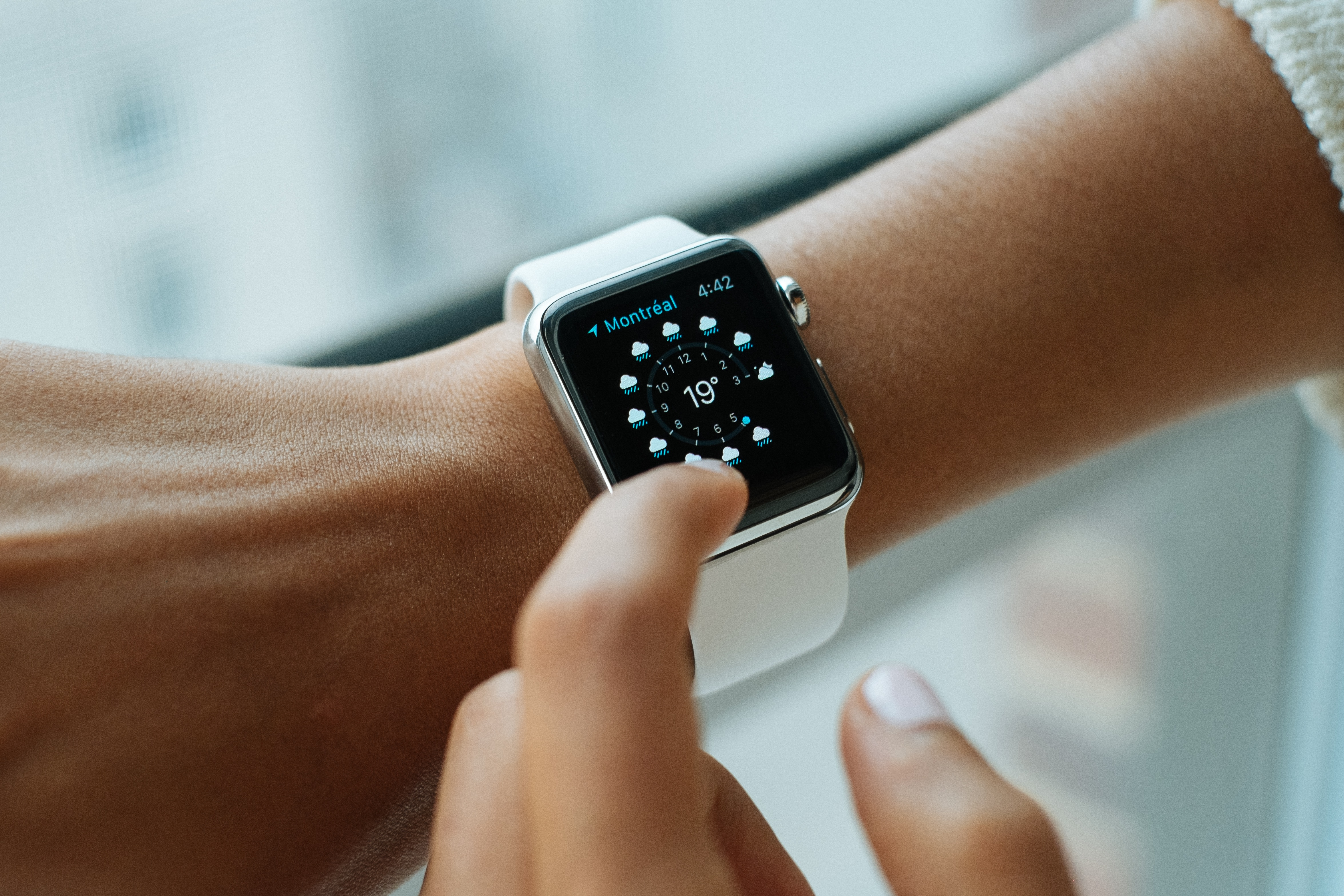
Dentre os principais wearables, estão os smartwatches, ou relógios inteligentes.

As tecnologias vestíveis ou dispositivos vestíveis (em inglês: wearable technology ou apenas wearables), são tecnologias que se apresentam na forma de dispositivos iguais ou similares a peças de roupa ou equipamentos vestíveis, tais como relógios, pulseiras ou até mesmo óculos de realidade virtual. Trata-se dos produtos resultantes do desenvolvimento da chamada computação vestível.